# Diskografie DJ Antoinea
Toto je seznam vydané diskografie švýcarského diskžokeje DJ Antoinea.

## Alba

### Studiová alba
| Stop!                                                                                   | - Vydáno: 25. dubna 2008 - Vydavatelství: Phonag           | 4  | —  | —  | —  | —  | - IFPI SWI: Gold                  |
| 2008                                                                                    | - Vydáno: 13. června 2008 (SWI) - Vydavatelství: Phonag    | 2  | —  | —  | —  | —  | - IFPI SWI: Gold                  |
| A Weekend at Hotel Campari                                                              | - Vydáno: 26. září 2008 (SWI) - Vydavatelství: Phonag      | 4  | —  | —  | —  | —  | - IFPI SWI: Gold                  |
| 2009                                                                                    | - Vydáno: 27. března 2009 (SWI) - Vydavatelství: Phonag    | 1  | —  | —  | —  | —  | - IFPI SWI: Gold                  |
| Superhero?                                                                              | - Vydáno: 12. června 2009 (SWI) - Vydavatelství: Phonag    | 2  | —  | —  | —  | —  |                                   |
| 17900                                                                                   | - Vydáno: 13. listopadu 2009 (SWI) - Vydavatelství: Phonag | 9  | —  | —  | —  | —  |                                   |
| 2010                                                                                    | - Vydáno: 7. května 2010 (SWI) - Vydavatelství: Phonag     | 1  | —  | —  | —  | —  |                                   |
| WOW                                                                                     | - Vydáno: 5. listopadu 2010 (SWI) - Vydavatelství: Phonag  | 7  | —  | —  | —  | —  |                                   |
| 2011                                                                                    | - Vydáno: 27. května 2011 (SWI) - Vydavatelství: Phonag    | 1  | —  | —  | —  | —  | - IFPI SWI: Platinum              |
| Welcome to DJ Antoine                                                                   | - Vydáno: 12. srpna 2011 (GER) - Vydavatelství: Kontor     | —  | 16 | 77 | 74 | 6  | - BVMI: Gold                      |
| Sky Is the Limit                                                                        | - Vydáno: 25. ledna 2013 (SWI) - Vydavatelství: Phonag     | 1  | 2  | —  | —  | 6  | - IFPI SWI: Platinum - BVMI: Gold |
| We Are the Party                                                                        | - Vydáno: 29. srpna 2014 (SWI) - Vydavatelství: Phonag     | 1  | 4  | —  | —  | 10 |                                   |
| Provocateur                                                                             | - Vydáno: 18. března 2016 - Vydavatelství: Phonag          | 5  | 13 | —  | —  | 26 |                                   |
| The Time Is Now                                                                         | - Vydáno: 9. listopadu 2018 - Vydavatelství: Phonag        | 22 | —  | —  | —  | —  |                                   |
| "—" značí, že se nahrávka neumístila v hitparádách nebo v tomto území ani nebyla vydána |                                                            |    |    |    |    |    |                                   |

### Koncertní alba
| Název              | Detaily o albu                                             | Umístění v hitparádě | Certifikace      |
| Název              | Detaily o albu                                             | SWI                  | Certifikace      |
| ------------------ | ---------------------------------------------------------- | -------------------- | ---------------- |
| Live in Dubai      | - Vydáno: 21. září 2005 - Vydavatelství: Muve              | 3                    |                  |
| Live in St. Tropez | - Vydáno: 16. června 2006 - Vydavatelství: Muve            | 2                    |                  |
| Live in Moscow     | - Vydáno: 1. prosince 2006 - Vydavatelství: Muve           | 3                    | - IFPI SWI: Gold |
| Live in Bangkok    | - Vydáno: 28. listopadu 2008 (SWI) - Vydavatelství: Phonag | 14                   |                  |

### Kompilační alba
| Vive la Révolution?                                                                     | - Vydáno: 1. února 2008 - Vydavatelství: Clubstar      | — |
| Platinum Collection                                                                     | - Vydáno: 2. března 2012 (SWI) - Vydavatelství: Phonag | 6 |
| "—" značí, že se nahrávka neumístila v hitparádách nebo v tomto území ani nebyla vydána |                                                        |   |

### Remixová alba
| Houseworks 01                                                                           | - Vydáno: 6. února 2000 - Vydavatelství: Houseworks     | 18 |                      |
| @mainstation – Mainstation 01                                                           | - Vydáno: 25. června 2000 - Vydavatelství: Houseworks   | 10 |                      |
| DJ Antoine                                                                              | - Vydáno: 6. února 2002 - Vydavatelství: Muve           | 4  | - IFPI SWI: Platinum |
| Houseworks Presents Ultraviolet                                                         | - Vydáno: 3. listopadu 2002 - Vydavatelství: Houseworks | 6  |                      |
| Summer Anthems                                                                          | - Vydáno: 13. dubna 2003 - Vydavatelství: Phonag        | 5  |                      |
| 100%                                                                                    | - Vydáno: 22. března 2004 - Vydavatelství: Phonag       | 6  |                      |
| The Black Album                                                                         | - Vydáno: 3. dubna 2005 - Vydavatelství: Phonag         | 1  |                      |
| 2008 – Remixed                                                                          | - Vydáno: 2008 - Vydavatelství: Phonag                  | —  |                      |
| 2009 – Remixed                                                                          | - Vydáno: 2009 - Vydavatelství: Phonag                  | —  |                      |
| 2010 – Remixed                                                                          | - Vydáno: 2010 - Vydavatelství: Phonag                  | —  |                      |
| 2011 – Remixed                                                                          | - Vydáno: 26. srpna 2011 (SWI) - Vydavatelství: Phonag  | —  |                      |
| Welcome to DJ Antoine – Remixed                                                         | - Vydáno: 28. října 2011 - Vydavatelství: Kontor        | —  |                      |
| 2019 Megamix                                                                            | - Vydáno: 21. června 2019 - Vydavatelství: Kontor       | 32 |                      |
| "—" značí, že se nahrávka neumístila v hitparádách nebo v tomto území ani nebyla vydána |                                                         |    |                      |

## Extended play
- 1999: The Disco Bassline EP
- 2007: Moscow Dyagilev EP (DJ Vini vs. DJ Antoine)

## Singly

### Jako hlavní umělec
| Název                                                                                   | Rok  | Umístění v hitparádách | Umístění v hitparádách | Umístění v hitparádách | Umístění v hitparádách | Umístění v hitparádách | Umístění v hitparádách | Umístění v hitparádách | Umístění v hitparádách | Umístění v hitparádách | Certifikace                                 | Album                      |
| Název                                                                                   | Rok  | SWI                    | AUT                    | BEL (FL)               | BEL (WA)               | FRA                    | GER                    | NL                     | SPA                    | SR                     | Certifikace                                 | Album                      |
| --------------------------------------------------------------------------------------- | ---- | ---------------------- | ---------------------- | ---------------------- | ---------------------- | ---------------------- | ---------------------- | ---------------------- | ---------------------- | ---------------------- | ------------------------------------------- | -------------------------- |
| "Sound of My Life"                                                                      | 1997 | —                      | —                      | —                      | —                      | —                      | —                      | —                      | —                      | —                      |                                             | Singly bez alb             |
| "Visit Me"                                                                              | 1999 | —                      | —                      | —                      | —                      | —                      | —                      | —                      | —                      | —                      |                                             | Singly bez alb             |
| "Do It"                                                                                 | 1999 | —                      | —                      | —                      | —                      | —                      | —                      | —                      | —                      | —                      |                                             | Singly bez alb             |
| "You Make Me Feel"                                                                      | 2000 | —                      | —                      | —                      | —                      | —                      | —                      | —                      | —                      | —                      |                                             | Singly bez alb             |
| "Discosensation" (vs. Mad Mark)                                                         | 2001 | 70                     | —                      | —                      | —                      | —                      | —                      | —                      | —                      | —                      |                                             | Singly bez alb             |
| "Take It or Leave It" (feat. Eve Gallagher)                                             | 2002 | 70                     | —                      | —                      | —                      | —                      | —                      | —                      | —                      | —                      |                                             | DJ Antoine                 |
| "All We Need"                                                                           | 2005 | 40                     | —                      | —                      | —                      | —                      | 84                     | —                      | —                      | —                      |                                             | The Black Album            |
| "This Time"                                                                             | 2007 | 45                     | —                      | 49                     | —                      | —                      | —                      | —                      | —                      | —                      |                                             | Live in Moscow             |
| "Funky Kitchen Club (I'll Remain)"                                                      | 2008 | 46                     | —                      | —                      | —                      | —                      | —                      | —                      | —                      | —                      |                                             | Stop                       |
| "Stop!"                                                                                 | 2008 | 58                     | —                      | —                      | —                      | —                      | —                      | —                      | —                      | —                      |                                             | Stop                       |
| "Apologize"                                                                             | 2008 | 16                     | —                      | —                      | —                      | —                      | —                      | —                      | —                      | —                      |                                             | Stop                       |
| "Can't Fight This Feeling" (vs. Mad Mark)                                               | 2008 | 37                     | —                      | —                      | —                      | —                      | —                      | —                      | —                      | —                      |                                             | 2008                       |
| "Underneath"                                                                            | 2008 | 59                     | —                      | —                      | —                      | —                      | —                      | —                      | —                      | —                      |                                             | 2008                       |
| "Pump Up the Volume" (vs. Mad Mark)                                                     | 2008 | 30                     | —                      | —                      | —                      | —                      | —                      | —                      | —                      | —                      |                                             | A Weekend at Hotel Campari |
| "December"                                                                              | 2009 | 65                     | —                      | —                      | —                      | —                      | —                      | —                      | —                      | —                      |                                             | Live in Bangkok            |
| "In My Dreams"                                                                          | 2009 | 48                     | —                      | —                      | —                      | —                      | —                      | —                      | —                      | —                      |                                             | 2009                       |
| "I Promised Myself"                                                                     | 2009 | 40                     | —                      | —                      | —                      | —                      | —                      | —                      | —                      | —                      |                                             | 2009                       |
| "One Day, One Night" (feat. Mish)                                                       | 2009 | 20                     | —                      | —                      | —                      | —                      | —                      | —                      | —                      | —                      |                                             | Superhero?                 |
| "Every Breath"                                                                          | 2009 | 10                     | 22                     | —                      | —                      | —                      | —                      | —                      | —                      | —                      |                                             | 17900                      |
| "S'Beschte" (feat. MC Roby Rob)                                                         | 2009 | 95                     | —                      | —                      | —                      | —                      | —                      | —                      | —                      | —                      |                                             | 17900                      |
| "Welcome to St. Tropez" (vs. Timati feat. Kalenna)                                      | 2011 | 2                      | 4                      | 9                      | 17                     | 7                      | 3                      | 10                     | 16                     | 6                      | - IFPI SWI: 3× Platinum - BVMI: 2× Platinum | 2011                       |
| "Sunlight" (feat. Tom Dice)                                                             | 2011 | 10                     | 51                     | 8                      | 43                     | —                      | 85                     | 93                     | —                      | —                      | - IFPI SWI: Gold - BEA: Gold                | 2011                       |
| "Ma Chérie" (feat. The Beat Shakers)                                                    | 2011 | 2                      | 2                      | 35                     | 20                     | 73                     | 6                      | —                      | —                      | 1                      | - IFPI SWI: 4× Platinum - BVMI: 5× Gold     | Welcome to DJ Antoine      |
| "I'm on You" (s Timati, Diddy a Dirty Money)                                            | 2012 | 67                     | —                      | 40                     | —                      | —                      | 50                     | —                      | —                      | —                      |                                             | SWAGG                      |
| "Shake 3X" (vs. Rene Rodrigezz feat. MC Yankoo)                                         | 2012 | —                      | 31                     | —                      | —                      | —                      | 63                     | —                      | —                      | —                      |                                             | 2011                       |
| "Ma Chérie 2k12" (vs. Mad Mark)                                                         | 2012 | —                      | —                      | —                      | —                      | 7                      | —                      | —                      | —                      | —                      |                                             | Welcome to DJ Antoine      |
| "Broadway" (vs. Mad Mark)                                                               | 2012 | —                      | —                      | —                      | —                      | —                      | 94                     | —                      | —                      | 41                     |                                             | Welcome to DJ Antoine      |
| "Bella Vita"                                                                            | 2013 | 1                      | 5                      | —                      | 66                     | 57                     | 15                     | 91                     | —                      | 1                      | - IFPI SWI: Platinum - BVMI: Gold           | Sky Is the Limit           |
| "Sky Is the Limit" (vs. Mad Mark)                                                       | 2013 | 7                      | 8                      | —                      | —                      | —                      | 15                     | —                      | —                      | 18                     |                                             | Sky Is the Limit           |
| "House Party" (vs. Mad Mark feat. B-Case a U-Jean)                                      | 2013 | 40                     | 22                     | —                      | —                      | —                      | 44                     | —                      | —                      | —                      | - BVMI: Gold                                | Sky Is the Limit           |
| "Crazy World" (vs. Mad Mark)                                                            | 2013 | —                      | 63                     | —                      | —                      | —                      | —                      | —                      | —                      | —                      |                                             | Sky Is the Limit           |
| "We Are FCB Megamix"                                                                    | 2013 | 63                     | —                      | —                      | —                      | —                      | —                      | —                      | —                      | —                      |                                             | Singl bez alb              |
| "Light It Up"                                                                           | 2014 | 29                     | 54                     | —                      | —                      | —                      | 53                     | —                      | —                      | 81                     |                                             | We Are the Party           |
| "Go with Your Heart" (s Mad Mark feat. Temara Melek a Euro)                             | 2014 | 50                     | 75                     | —                      | —                      | —                      | —                      | —                      | —                      | —                      |                                             | We Are the Party           |
| "We Are the Party" (vs. Mad Mark feat. X-Stylez a Two-M)                                | 2014 | —                      | 62                     | —                      | —                      | —                      | —                      | —                      | —                      | —                      |                                             | We Are the Party           |
| "Wild Side" (vs. Mad Mark feat. Jason Walker)                                           | 2015 | 56                     | —                      | —                      | —                      | —                      | —                      | —                      | —                      | —                      |                                             | We Are the Party           |
| "Holiday" (feat. Akon)                                                                  | 2015 | 8                      | 9                      | 46                     | —                      | 120                    | 18                     | —                      | —                      | 13                     | - BVMI: Gold                                | Provocateur                |
| "Thank You" (feat. Eric Lumaire)                                                        | 2016 | 42                     | 75                     | —                      | —                      | —                      | —                      | —                      | —                      | —                      |                                             | Provocateur                |
| "Weekend Love" (feat. Jay Sean)                                                         | 2016 | 23                     | 71                     | —                      | —                      | —                      | 85                     | —                      | —                      | —                      |                                             | Provocateur                |
| "La vie en rose"                                                                        | 2017 | 47                     | —                      | —                      | —                      | —                      | —                      | —                      | —                      | —                      |                                             | The Time Is Now            |
| "I Love Your Smile" (s Dizkodude feat. Sibbyl)                                          | 2017 | 95                     | —                      | —                      | —                      | —                      | —                      | —                      | —                      | —                      |                                             | The Time Is Now            |
| "El Paradiso" (feat. Armando a Jimmi the Dealer)                                        | 2018 | 81                     | —                      | —                      | —                      | —                      | —                      | —                      | —                      | —                      |                                             | The Time Is Now            |
| "Ole Ole" (feat. Karl Wolf a Fito Blanko)                                               | 2018 | 60                     | —                      | —                      | —                      | —                      | —                      | —                      | —                      | —                      |                                             | The Time Is Now            |
| "Yallah Habibi" (feat. Sido a Moe Phoenix)                                              | 2018 | 36                     | —                      | —                      | —                      | —                      | 67                     | —                      | —                      | —                      |                                             | The Time Is Now            |
| "Shout" (feat. DEADLINE)                                                                | 2020 | —                      | —                      | —                      | —                      | —                      | —                      | —                      | —                      | —                      |                                             | Singl bez alb              |
| "—" značí, že se nahrávka neumístila v hitparádách nebo v tomto území ani nebyla vydána |      |                        |                        |                        |                        |                        |                        |                        |                        |                        |                                             |                            |